# Magnac-Lavalette
Magnac-Lavalette era una comuna francesa que estaba situada en el departamento de Charente, de la región de Nueva Aquitania, que en 1970 se fusionó con la comuna de Villars, formando la nueva comuna de Magnac-Lavalette-Villars.

## Demografía
| Gráfica de evolución demográfica de Magnac-Lavalette entre 1800 y 1968 |
|                                                                        |

Los datos demográficos contemplados en este gráfico se han cogido de la página francesa EHESS/Cassini.